# Просовецкий, Андрей Захарович
Андрей Захарович Просовецкий (до 1580 г. — после 1646 г.) — атаман казаков, русский военный и государственный деятель начала XVII века.
Брат — Иван Захарович Просовецкий, участвовавший в боевых действиях совместно с А. З. Просовецким.

## Биография

### Служба в Тушинском лагере
Ярый приверженец Лжедмитрия II, Просовецкий был назначен им, со званием стольника, воеводою города Луха, где он находился ещё в марте 1609 года, а в апреле был уже 2-м воеводою в Суздале. Первоначально Просовецкий был назначен 1-м воеводою и должен был сменить «тушинского окольничего» Фёдора Плещеева, назначенного Лжедмитрием II к себе в полк, но суздальцы упросили оставить Плещеева. Просовецкий, тем не менее, был сделан 2-м воеводою. Около того времени многие города, а в числе них Лух, где ранее Просовецкий находился воеводою, перешли на сторону Василия Шуйского, но вскоре были взяты Плещеевым и Просовецким, двинувшимся с войском из Суздаля. Особенное, однако, сопротивление оказал Владимир, где жители восстали против тушинцев и убили своего воеводу Вельяминова, ставленника Лжедмитрия II. Суздальские воеводы, Плещеев с Просовецким, не только не могли взять город, держа его долгое время в осаде, но не могли даже воспрепятствовать жителям сноситься грамотами с другими городами и, по признанию самих воевод, «прельщать и приводить к присяге Шуйскому жителей всех понизовых городов». В союзе с Плещеевым и Просовецким при осаде Владимира находился и знаменитый Александр Лисовский со своими полчищами. Вскоре положение Шуйского сильно изменилось. Благодаря удачным действиям молодого Михаила Скопина-Шуйского, почти весь центр стал принадлежать власти Шуйского. Суздальским воеводам, вследствие этих обстоятельств, пришлось не только снять осаду с Владимира, но и самим ограничиться защитою только Суздаля. При защите Суздаля с Лисовским был только один воевода Просовецкий: Плещеев ранее перешёл на сторону королевича Владислава.
Всю зиму Просовецкий держался с Лисовским в Суздале, с наступлением же весны они удалились на север, ко Пскову, в котором, несмотря на междоусобную распрю, большинство было на стороне Лжедмитрия II. Двинувшись в мае 1610 года на север, Лисовский с Просовецким по пути подошли к Калязинскому монастырю, осадили его, взяли и предали разграблению, а затем сожгли. Отсюда они двинулись в Новгородскую землю. Между тем, Шуйский был свержен с престола, а королевич Владислав почти всею московскою знатью был признан царём. Это событие изменяло отношение к Москве шведов, которые теперь превращались из союзников царя Шуйского во врагов России. Вместе с тем и Лисовский, действовавший ранее совместно с Просовецким в интересах Лжедмитрия II, теперь намерен был вступить в борьбу со шведами. Просовецкий действовал совместно с ним. Получив поражение от шведского полководца Горна под городом Ямом, они должны были отступить, и оба двинулись ко Пскову.
Во время отступления союзники разошлись: Лисовский теперь выступал на стороне Владислава, а Просовецкий — Лжедмитрия II. Лисовский ушёл к Острову, Просовецкий же остановился станом в 20 км от Пскова по дороге в Новгород. Когда Лисовский собрался с силами и подготовился, то неожиданно из-под Острова напал на стан Просовецкого. Между ними завязалась битва, и побеждённый Просовецкий удалился опять к Лжедмитрию II, силы которого возродились после бегства в Калугу. Таким образом, Просовецкий до самой смерти Лжедмитрия II в декабре 1610 года оставался верен ему.

### «Воеводство» в Суздале
А. З. Просовецкий, бывший воевода самозванца, командовал отрядом в 500 казаков, когда в феврале 1611 г. писал в Кострому: «Ондрей Просовецкий и дворяне, и дети боярские, и атаманы, и казаки, и все великое войско челом бьют».
7 (17) февраля 1611 года он пришёл в Суздаль и стал владеть им, становясь как бы воеводою его, хотя никем не назначенным. Здесь Просовецкий проявил себя ярым противником избрания на русский престол королевича Владислава. Уже 11 (21) февраля 1611 года он послал подмогу жителям Владимира, благодаря которой те побили князя Ивана Куракина, посланного во Владимир с войском для приведения жителей в верность королевичу. Просовецкий сносился с другими городами, призывая их примкнуть к зарождавшемуся Первому ополчению для изгнания поляков из пределов государства. Организаторы и идеологи ополчения, в первую очередь Прокопий Ляпунов и патриарх Гермоген, всячески старались привлечь Просовецкого к своему делу, так как он имел наготове довольно внушительную силу.
17 (27) марта 1611 года в Москве началось восстание населения против польского гарнизона. Ополчение всею своею массою не могло быстро поспешить на помощь, почему решено было в качестве передового отряда отправить Просовецкого с его войском. Когда в Москву пришла весть о приближении Просовецкого, Александр Гонсевский, начальник польского гарнизона Москвы, выслал против него Зборовского и Николая Струся. 25 марта Струсь около Александровской слободы встретил Просовецкого, но Просовецкий отступил к главным силам ополчения, с которым 1 апреля и прибыл к Москве.
Когда бывший главный сторонник Лжедмитрия II Ян Пётр Сапега, перешедший на сторону избранного русским царём Владислава с войском выступил в поход против мятежных городов Ляпунов отрядил для помощи им несколько дружин и среди них одну под начальством Просовецкого. Встретив Сапегу под Александровской слободой, Просовецкий не оказал ему сопротивления, а двинулся к Переяславлю. Собравшись здесь с силами, он напал на Сапегу, а затем засел в городе в осаду, но Сапега сжёг город, и Просовецкий принуждён был бежать.
Несмотря на клятвенное обещание Просовецкого и Ивана Заруцкого не пускать своих казаков грабить мирное население, разбои продолжались; в связи с этим был постановлен известный «приговор 30 июня», которым определялось довольно строго, но точно положение казаков в земском ополчении. Казаки Просовецкого и Заруцкого усмотрели в некоторых пунктах приговора посягновение на основу свободы казачества; это недовольство, как известно, было причиной убиения Ляпунова и распада вслед за тем самого ополчения.
В феврале 1612 года А. Просовецкий вернулся в Суздаль. Весной 1612 г. братья Просовецкие, как и большинство остававшихся под Москвой участников Первого ополчения, принесли присягу Лжедмитрию III.
Если Просовецкому и его казакам трудно было ужиться в первом ополчении, то, конечно, они не могли быть участниками строго организованного второго ополчения. Просовецкий даже вступил с ним прямо во враждебные отношения. По приказу Заруцкого А. Просовецкий пытался организовать сопротивление войску Д. М. Пожарского под Ярославлем и Суздалем, но в бой вступить не решился и отошёл. Когда ополчение ещё не выступило из Нижнего Новгорода, туда пришло известие, что Заруцкий прислал в Ярославль много казаков, а Просовецкий проявляет явные намерения захватить город и находится на пути к этому городу. Ярославль имел в данный момент громадное стратегическое значение, поэтому Пожарский отправил туда передовой отряд, чтобы опередить Просовецкого.
Вскоре суздальцы обратились к руководителям Второго ополчения с просьбой дать им другого воеводу. Просовецкий с его казаками был изгнан из города.

### После Смуты
Антигосударственные эпизоды деятельности Просовецкого в период Смуты не были полностью прощены правительством, но отделался он очень легко. В боярской книге 1615 г. имя Просовецкого отсутствует. Возможно, какое-то время он жил в Устюге Великом, где в 1620 г. получали «кормовые» деньги его жена и брат, затем — в Сольвычегодске.
В 1623 г. Андрей Захарьевич (с семьёй) был сослан в Томск. В 1634 г. он возглавлял экспедицию против киргизов, во время которой был разгромлен киргизский Алтысарский улус («Большие киргизы»). Летом 1634 г. вернулся в Москву. Его старые поместный и денежный оклады при Михаиле Фёдоровиче не были подтверждены, а новые (700 четвертей и 40 руб.) установили ему только в 1638 г.
Судя по Боярским книгам, в 1635—36 гг. Просовецкий имел звание «московского дворянина» и в то же время был послан воеводою на Чаронду, а в конце 1638 года он был уже на Москве. Когда 1 мая 1639 года государь повелел «для приходу Крымского царя и для Крымских и Ногайских людей быть воеводам по местам» (на «берегу»); то Просовецкий был назначен состоять головою при 2-м воеводе на Туле и имел под началом служилых ратных людей с городов: Твери, Торжка, Старицы и Можайска. В 1639/40 году Просовецкий был послан на воеводство в Козьмодемьянск, где был также и в 1646/47 году.